# Hispid-Anglerfisch
Der Zottige oder Hispid-Anglerfisch (Antennarius hispidus) lebt im Indopazifik von der Küste Ostafrikas über Indien, Malaysia bis zu den Molukken, nördlich bis nach Taiwan, südlich bis an die Küste des nördlichen Australien. Einen Einzelfund gibt es bei Fidschi. An den Küsten ozeanischer Inseln des Indischen Ozean scheint er zu fehlen. Sie leben dort in Wassertiefen von 10 bis 200 Metern.

## Merkmale
Hispid-Anglerfische werden etwa 18 bis 20 Zentimeter lang. Ihre Farbe variiert, ist meist braun, ocker oder gelb. Kurze, schwarze oder braune Striche, die vom Auge und von den Brustflossen strahlenförmig verlaufen, mustern die Flossen, den Kopf und die Seiten. Der Bauch ist meist ohne Musterung. Das aus dem ersten Strahl der Rückenflosse gebildete „Illicium“ (Angel) ist genau so lang wie der zweite Rückenflossenstrahl. Die „Esca“ (Köder) besteht aus einem Filamentbüschel.
Flossenformel: Dorsale III/13, Anale 7

## Lebensweise
Die Fische bewohnen Lebensräume mit schlammigem Untergrund zwischen Fels- und Korallenriffen. Sie halten sich vor allem an abgeschatteten Stellen auf. Ihren Laich legen sie in einer bandartigen, gelatinösen Masse ab. Ihre Nahrung besteht vor allem aus kleinen Fischen und Garnelen.